# Anabel Medina
Anabel Medina Ventura (15 de dezembro de 1996) é uma atleta dominicana, medalhista olímpica.
Nos Jogos Olímpicos de Verão de 2020, conquistou a medalha de prata na prova de revezamento 4x400 metros misto com o tempo de 3:10.21 minutos, ao lado de Lidio Andrés Feliz, Marileidy Paulino, Alexander Ogando e Luguelín Santos.